# برايت لايت
برايت لايت (بالإنجليزية: Bright Light) هو الاسم الرمزي لإحدى شبكات وكالة الاستخبارات المركزية الأمريكية الخاصة بالمواقع السوداء—مراكز الاستجواب السرية.
وقد تم التأكيد على مقر الموقع في بوخارست في رومانيا، وذلك في تقرير حصري من وكالة الأنباء أسوشيتد برس في 8 ديسمبر 2011.
وقد كان من بين المعتقلين بعض الأسرى الأكثر أهمية في برنامج المعتقلين ذوي الأهمية العالية، ومن بينهم خالد شيخ محمد. وقد كانت مقرات المواقع الأخرى في شبكة وكالة الاستخبارات المركزية الأمريكية في مناطق معزولة.
أما عن موقع بوخارست فكان مقره حرم مكتب السجل الوطني للمعلومات السرية الروماني، مما يوضح الحاجة للإجراءات الأمنية المشددة.
أما الزنازين التي كان يحتجز بها المعتقلون فقد تم تثبيتها على زنبركات لإبقاء المحتجزين في حالة من عدم التوازن.
ووفقًا لقناة إيه بي سي نيوز، فإن المعتقلين تعرضوا «لأساليب الاستجواب المعززة» في موقع بوخارست، ولكنهم لم يتعرضوا للأساليب المثيرة للجدل مثل الإغراق إلى حد الاختناق.